# Deli Creeps
Die Deli Creeps sind eine experimentelle Rockband, bestehend aus Sänger Maximum Bob (bürgerlich Robert Barnum), Gitarrist Buckethead (bürgerlich Brian Carroll), Schlagzeuger Pinchface (bürgerlich Michael Hakopian) sowie wechselnden Bassisten, zuletzt Dan Monti.

## Biografie
Gegründet wurde die Band in den späten 1980ern in Claremont, Südkalifornien, bevor die führenden Mitglieder nach San Francisco umzogen. 1991 wurde ein erstes Demo-Tape mit dem Bassisten Tony Black aufgenommen, was der Gruppe eine gewisse Untergrundbekanntheit bescherte. So wirkte Maximum Bob auch auf dem von John Zorn produzierten Debütalbum von Mr. Bungle mit. Wenig später jedoch lösten sich die Creeps erstmals auf.
Eine Reunion im Jahre 1996 brachte ein weiteres Demo hervor, wenig später trennten sich die Wege jedoch erneut. In der Zwischenzeit hatte lediglich Buckethead durch seine Kontakte zu John Zorn, Bill Laswell und Bootsy Collins überregionale Bekanntheit erlangt.
Im Sommer 2003 wurde die Band mit Josh Bockles am Bass für einige Auftritte in Kalifornien reformiert, Buckethead war zu dieser Zeit parallel bei Guns N’ Roses.
2005 erschien das erste reguläre Album Dawn Of The Deli Creeps, aufgenommen und verlegt von Travis Dickerson. Den Bass spielte jetzt Dan Monti (bekannt als Tontechniker von Buckethead, Serj Tankian, Slipknot und Metallica). Enthalten ist mit Random Killing ein Song der zwar bereits mit alternativem Text als I Come In Peace 1994 von Buckethead auf Giant Robot sowie 1999 als The Power And The Gory auf dem Debütalbum der Cornbugs veröffentlicht worden war, jedoch in dieser Form das eigentliche Original ist. Außerdem ist Flesh For The Beast auf dem Album zu finden, ein Song den die Band für den gleichnamigen Horrorfilm von Terry M. West geschrieben hatte.
Videoaufnahmen der Band, besonders aus der Frühphase, erschienen 2006/07 auf den Buckethead-DVDs Secret Recipe und Young Buckethead, darunter komplette Konzerte aus den Jahren 1990/91.
Obwohl die Zukunft der Band derzeit (Oktober 2008) ungewiss ist, arbeiten die Bandmitglieder der letzten Besetzung auch außerhalb der Creeps an zahlreichen gemeinsamen Projekten. So ist Maximum Bob einer der Gastsänger auf dem von Serj Tankian produzierten Album Enter The Chicken und auch auf dem Praxis-Album Profanation (Preparation for a Coming Darkness) vertreten, während Dan Monti zahlreiche Soloalben Bucketheads aufnahm und co-produzierte. Pinchface ist neben Bryan Mantia der häufigste Schlagzeuger an der Seite des Gitarristen. 2006 tourten Buckethead, Pinchface und Monti als Trio durch die USA.

## Stil
Der Bandname setzt sich aus der Abkürzung für delicatessen shop (deli) und dem englischen Wort für Ekel oder Widerlinge (creeps) zusammen. Dementsprechend treten die Bandmitglieder regelmäßig mit Schürzen auf, wie sie üblicherweise von Metzgern und Fleischern getragen werden. Buckethead trägt zudem seine gewohnte Gesichtsmaske oder Variationen davon, aber meist Mützen anstelle des Pappeimers.
Erkennungszeichen der Formation sind insbesondere die von Sex und anderem Alltagsgeschehen handelnden Songtexte von Maximum Bob und der zwischen harmonischem Gesang und psychotischem Geschrei differenzierte Vortrag dieser:

„I’m making a bid for your digested meat

I want to feel your colon heat

I’m bustin' wide open your cushioned seat

I’ll park my pink wagon in your brown street

Bend Up

Let me see what you ate

Bend Up

Do you want a taste?“

Unverwechselbar ist auch der speziell für die Deli Creeps entwickelte Sprechgesang mit lautmalerischen Hängern:

„OOOOOHHHH GEEEEEEEZ… Aha – That’s a mighty nice car you got. Let’s say;

Whatdaya say, you just, uh, you know, hellohowyoudoin', scoot on over,

make some room, let me hop on in; I want a ride, huh?“

Musikalisch wird dies von sämtlichen für Buckethead typischen Stilmitteln unterstützt oder konterkariert: Chromatische Gitarrenläufe und dissonante Spielgeräusche, aber auch einfache Riffs und Akkordfolgen oder kurze Zitate aus Blues und Country.

## Diskografie
- 1991: Demo Tape
- 1996: Demo Tape
- 2005: Dawn Of The Deli Creeps (TDRS)

## Trivia
- Mike Patton, ehemals Sänger bei der befreundeten Band Mr. Bungle (und noch bekannter als Sänger von Faith No More) wurde folgendermaßen zitiert: „They're so good they piss me off“.[13]